# Highway to Hell (песня)
Highway to Hell (с англ. — «Шоссе в ад») — песня, выпущенная в качестве ведущего сингла австралийской рок-группы AC/DC с одноимённого альбома, выпущенного в 27 июля 1979 года. Композиция также присутствует на концертном альбоме AC/DC Live (1992). 
На обложке альбома Ангус Янг изображён с рогами и хвостом дьявола, что вместе с названием породило слухи о сатанистских наклонностях группы. Эти слухи группа опровергла.

## История создания
К 1979 году группа AC/DC уже выпустила несколько студийных альбомов и проводила частые и изнурительные гастроли в их поддержку. Поводом для названия песни (а за ней и всего альбома) послужило интервью, в котором журналист спросил группу об их гастрольной жизни. Гитарист Ангус Янг описал её как «дорога в ад» (англ. highway to hell).
Песня была написана совместно братьями Ангусом и Малькольмом Янгами и вокалистом Боном Скоттом. Малькольм Янг придумал основной гитарный рифф, ставший одним из самых узнаваемых в рок-музыке.

## Наследие
Песня Highway to Hell победила в номинации «Самая играемая австралийская работа за рубежом» на церемонии вручения премии APRA Awards 2009 года. В 2013 году в рамках интернет-кампании была предпринята попытка вывести её на первое место в чарте рождественских синглов Великобритании.
По результатам опроса читателей издательства TeamRock гитарный рефрен «Highway to Hell» в 2017 году вошёл в число двадцати величайших гитарных риффов всех времён. В январе 2018 года, в рамках «Ozzest 100» от Triple M, «самых австралийских» песен всех времён, Highway to Hell заняла 40-е место.
В 2020 году The Guardian поставил песню на седьмое место в списке «40 величайших песен AC/DC», а в 2021 году Kerrang! поставил песню на пятое место в списке «20 величайших песен AC/DC». Британский журнал New Musical Express включил данную композицию в свой список «500 величайших песен всех времён», разместив её в нём на 478-й позиции.

## Участники записи
- Бон Скотт — вокал
- Ангус Янг — соло-гитара
- Малькольм Янг — ритм-гитара, бэк-вокал
- Клифф Уильямс — бас-гитара, бэк-вокал
- Фил Радд — ударные